# オードリーさん、ぜひ会ってほしい人がいるんです。
『オードリーさん、ぜひ会ってほしい人がいるんです。』（オードリーさん ぜひあってほしいひとがいるんです）(英語表記：I have a person who would like to introduce to you.)は、2012年4月8日より放送されている中京テレビ製作の深夜バラエティ番組。略称は「オドぜひ」。オードリーの冠番組。2019年3月までの番組タイトルは『オードリーさん、ぜひ会って欲しい人がいるんです!』。

## 概要
視聴者から寄せられたクチコミと呼ばれる「オードリーの2人と会わせたら面白いと思う人」の推薦投稿（100文字以内。自薦他薦問わず）の中から、オードリーやアシスタントの中京テレビアナウンサーがそれぞれ気になったものを選出し、出演者を決定する視聴者参加番組。1回の放送で1組から複数組が出演し、トークなどの応対時間 は特に定められておらず、2人がそれぞれ決めている。一般出演者にはそのキャラの強さなどから常連出演者となる人物がおり、番組では「ぜひらー」（若林が命名）と呼ばれている。「ぜひらー」の中にはアイドルや司会者などタレント活動を行っている人物もいるため、それらの人物をイベントに派遣する「オドぜひエージェンシー」という企画も存在し、YouTubeの公式チャンネル上で不定期にその模様が配信される。番組本編中は常時画面下部に説明文が表示されており、50秒おきに変わる。
メインはクチコミ企画であるものの、かつては若手ディレクターが新企画をプレゼンする「オードリーさん、ぜひ試して欲しい企画があるんです!」などの企画回や「ぜひらー」に密着した映像企画も放送されていた。また、一部地方局のみに放送していた時代は、番組セールスも兼ねて全国各地の放送局にオードリーやアシスタントが赴き、現地の放送局スタッフ向けにクチコミ企画をプレゼンするロケを不定期に行っていた。
2019年4月、番組名が変更された。今までの
“オードリーさん、ぜひ会って欲しい人がいるんです！”には動詞と名詞などの国語的な誤りが合ったことが判明。全国放送に拡張される際に"欲しい"が"ほしい"に変更。又、文末の"ビックリマーク"が大袈裟という事で"。"に変更された。
これについて、番組内で番組プロデューサーの富田Pが謝罪した。
2020年の新型コロナウイルス感染症の拡大やそれに伴う緊急事態宣言の発出で都道府県間の移動が制限されていた間も、番組は諸般の事情から6月いっぱいまでの1クール分収録が撮り溜めされている状態だった。そしてそのストック分が消化された7月6日から3週間、オードリーが不在の中、磯貝・市野瀬の新旧アシスタントにより総集編を放送した後、同27日放送分から従来の体制で放送を再開。当面「ぜひらー」はリモート参加に切り替えられる。

### 放送枠
MCは前番組の『サタメン!!!』から引き続きオードリーが務める一方、放送枠は0:50 - 1:20（土曜深夜。JST、以下略）の30分へ縮小。2015年4月4日以降は、放送時間の繰り上げによって土曜 23:30 - 23:55に枠移動）、さらに2018年11月20日からは、同枠に新番組『ヒロミ・みやぞんの明日すぐに友達になりたいアスリート アス友』を割り当てる改編を行ったため、再放送枠として存在した『月曜からオドぜひ』の放送時間に近い火曜 0:59 - 1:24（月曜深夜）に枠移動した。
2019年3月までは日本テレビ系の一部（日本テレビ本体を除く）と近畿広域圏の一部独立局 へのネットのみに留まり、オードリーがレギュラーとして出演する番組の中では唯一のローカル局制作番組かつ、首都圏でのレギュラー放送がされていない番組でもあった。同年4月以降、『この人に逢わせて喜ばせたい!逢喜利』（中京テレビ制作）に代わるNNS加盟全29局ネットの定期放送番組となり、これにより独立局での番販ネットは同年3月で打ち切りとなる。ただし、放送日時は従前あるいは『逢喜利』のようにネット局各局で異なり、制作局の中京テレビでは4月2日（火曜日）の0時59分 - 1時29分（従前より5分後拡大）に、系列キー局の日本テレビでは4月5日（金曜日）の1時29分 - 1時59分に放送。NNS加盟局での放送日時は後述する。2023年10月14日からは、沖縄県でも琉球放送（RBC）で放送を開始。これにより本番組を放送していない都道府県は宮崎県のみとなっていたが、2024年3月をもって琉球放送でのネットは終了した。

## 出演者
以下の各節では放送日をいずれも制作局基準で記載（以下略）。

### MC
- オードリー（若林正恭、春日俊彰）[6]

### アシスタント
すべて中京テレビアナウンサーが担当（出演当時）。初代の市野瀬と2代目の磯貝は肩書きを“アシスタント(代理)”としていた時期があったが、全国ネット化されて以降は正式なアシスタント扱いとなり、3代目の阿部には"(代理)"表記が併記されたことがない。
現在
- 阿部芳美（2022年4月25日 - ）
3代目アシスタント。2022年4月18日放送回で阿部の就任を稲村沙綾（当時中京テレビ経営企画局）が発表[7]し、発表の翌週からアシスタントを担当している。
2023年1月〜2月にかけて行われた番組10周年企画「第2期ぜひらー総選挙」[注 7]にて、第1位を獲得した[8][9][10]。

過去
- 市野瀬瞳（2012年4月8日 - 2018年2月10日）
初代アシスタントで、唯一番組当初から降板まで肩書きに"(代理)"が併記されていた。番組開始と同じ2012年4月に中途採用で入社。プロデューサーの富田は深夜のバラエティー番組は"余った女子アナ"を使う事が多く、『この人がニュースを読んでいたら嫌だと思った』という理由から当番組に採用された。
産休・育休のため降板したのち、2020年3月31日に中京テレビを退社。2020年4月1日付でゼスト所属のフリーアナウンサーに転身した。退社に際しては同年3月2日（関東地区は5日深夜に放送）放送分にゲストとして再登場し、オードリーに直接報告している。
降板・退社後も2020年7月6日・13日・20日放送回の3週分にゲストとして出演。
- 磯貝初奈（2018年2月17日[注 8] - 2022年4月18日）
2代目アシスタント。2019年3月までは"(代理)"を併記、2019年4月2日放送回からはアシスタントのみの表記。
2022年3月分までは中京テレビのアナウンサーとして、降板直前の同年4月4日・11日・18日放送回の3週分に関してはフリーアナウンサー[注 9]として出演。中京テレビ退社・フリー転身に伴い降板。
2025年8月4日放送回で、降板・退社から3年ぶりにゲストとして出演。

### ナレーション
中京テレビアナウンサーが担当（出演当時も含む）。
現在
- 望月杏夏（2018年7月21日[注 8] - ）- 2代目。

過去
- 藤井利彦（2012年4月8日 - 2018年7月14日[注 8]）- 初代。報道部への異動のため降板。

### 不定期で出演
2016年12月の年末特番「みんなでつくる生放送！オドぜひ年末歳末SP」の結果により、2017年4月より下記の2名が不定期で出演。
現在
- 門脇佳奈子（タレント・元NMB48）
- 大平真理子（テレビ新潟アナウンサー）

過去
- 稲村沙綾（当時 : 中京テレビ経営企画局〈元アナウンサー〉）- 番組において、重要な発表がある際に登場する。

2代目アシスタントの磯貝初奈、ナレーターの望月杏夏を斡旋した。
オードリーの2人からは「オドぜひのフィクサー」とも呼ばれる。

### 「一般枠」の出演者
出演者は番組への自薦・他薦の中からオーデションで選ばれるが、一般人に混じりタレントが出演することもある。
- 雛乃ゆめか - 元ライブアイドル。「から揚げアイドル」として2012年4月の第1回に出演。
- 福満かおる - フリーアナウンサー、レポーター、タレント。市野瀬の（仮）アシスタントのポジションを狙う役として出演。
- 西野さくら - シャンソン歌手。「口説やすい歌手」として出演。
- 覚前遥 - 親の仕送りで生活する気弱なニート役で出演するが、本職は劇団俳優兼ラジオパーソナリティーで番組構成作家の中内こもると舞台やラジオ番組で共演する。
- 小久保柚乃 - アイドルグループ「私立恵比寿中学」メンバー。5歳のとき「手羽先をキレイに食べられる女の子」として初登場。2022年7月には8年ぶりに出演。
- 伊倉ゆう - お笑いタレント。尻を使った芸がオードリーに気に入られ、常連出演者（通称「ぜひらー」）となる。
- 煉瓦ホリオ - お笑いタレント。「暇つぶしの堀」として本名で出演。
- 桜木つぐみ - 声優。「声に緊張感がない看護師」として出演。
- フィフィ - タレント。「芸能人で唯一のオドぜひ視聴者」として出演。
- 虹色侍 - ミュージシャン。無所属の時代に初出演し、UUUMに所属後も度々出演している。「オドぜひから生まれた最大のスター」と言われる。
- 森勇人 - サッカー選手で、3代目アシスタント・阿部の夫。「頭にボールをずっと乗せられるJリーガー」として出演。
- 青木マッチョ - お笑いコンビ「かけおち」メンバー。芸人になる以前、2020年5月・2021年2月の放送に「あみだくじ最強の男」として本名で出演。

### その他ゲスト出演者

#### タレント
- スギちゃん - 2012年10月から2013年9月のまでの間、本番組の後続枠で『スギちゃんのほどほどにしてね』が放送され、その時期より不定期で出演するようになる。両番組の合同企画もあり、年末特番にも2023年まで毎回出演している。
- DISH// - 2014年6月8日（7日深夜）出演[11]。同年4月から9月の間、本番組の後に放送されていたDISH//の冠番組『DISH//だし！』では、番組オープニングにDISH//メンバーがオードリーにアドバイスを請うクロスプログラムのような企画が存在した。
- BOYS AND MEN - 2014年の年末特番に出演[12]。メンバーのうち数名は前番組『サタメン!!!』のレギュラー「春ボーイズ」であった。
- 前田健 - 2015年の年末特番に出演[13]。
- 篠山輝信 - 2016年7月、2週にわたって出演。
- 島崎俊郎 - オードリーの所属事務所（ケイダッシュステージ）の最年長タレント。2016年の年末特番に出演。
- カミナリ - 2018年7月21、28日に出演。
- 高橋真麻 - 2019年7月15、22日「女子アナ大集合SP」に代理アシスタントとして出演[注 10]。
- 黒瀬純（パンクブーブー）、ナジャ・グランディーバ - 2020年4月13、20日「ローカル番組で天下とろうぜSP」に『クロ女子白書』担当の松尾嘉典プロデューサーと共に出演。
- 大地洋輔（ダイノジ）、上杉周大 - 2020年4月13、20日「ローカル番組で天下とろうぜSP」に『ブギウギ専務』担当の岸弘プロデューサーと共に出演。
- ぺこぱ - 2020年8月10、17日に出演。
- TAIGA - 2020年9月28日放送分でのフリートークをきっかけに同年11月、3週にわたり「TAIGAナイト」に出演。2021年6月28日には「あのぜひらーは今」としてリモート出演。2023年6月19、26日には岩崎一則（Hi-Hi）と共に再登場。2021年・2023年の年末特番にも出演。
- カズレーザー - 上記の「TAIGAナイト」にオードリーと共にTAIGAを師と仰ぐ芸人として出演。
- トム・ブラウン - 2021年4月5、12日に出演。
- ティモンディ - 2021年3月に『春日の将来を危惧する』ぜひらー[注 11]から高岸のキャラと被っていることを指摘され「早めにやっとかないと」と番組からのオファーを受け5月17、24日に「オードリー春日VSティモンディ高岸」の対決企画で、12月13、20日には「第2回ローカル番組で天下とろうぜSP」に『ハレバレティモンディ』担当の山谷博プロデューサーと共に出演、2021年〜2023年の年末特番にも出演。
- 三四郎 - 2021年12月13、20日「第2回ローカル番組で天下とろうぜSP」に『三四郎のDearボス』担当の山下浩史プロデューサーと共に出演。
- ガンバレルーヤ - 2021年12月13、20日「第2回ローカル番組で天下とろうぜSP」にVTR出演。(『ガンバレルーヤの週末移住バラエティ 冠ルーヤ』担当の馬田勉プロデューサー〈当時〉のみスタジオ出演。)
- 岩崎一則（Hi-Hi） - 2022年11月8日のオープニングトークで若林が「岩崎さんの回やりましょう」と発言したのをきっかけに、翌月の12月12日に出演。2023年6月19、26日にはTAIGAと共に再登場、同年の年末特番にも出演。
- 松本明子 - 2023年10月2日に息子・平井龍聖と共に出演。息子の平井は本番組がテレビ初出演で、番組にクチコミを投稿したのも平井だった[14][15]。同年の年末特番にも親子で出演。

#### アナウンサー（肩書きは出演当時）
- 中京テレビアナウンサー
  - 恩田千佐子
  - 佐野祐子
  - 前田麻衣子
  - 鈴木理香子
  - 平山雅
  - 稲村沙綾
  - 望月杏夏[注 12]
  - 磯貝初奈[注 13]
  - 伊藤楓
  - 佐藤啓[注 14]
  - 岡田健太郎
  - 田村浩平
  - 松原朋美
  - 赤木由布子

- 吉﨑ちひろ - 青森放送アナウンサー。2018年5月「春のオドぜひ女子アナSP」に出演。
- 中島あすか - テレビ岩手アナウンサー。2021年8月「アナウンサーSP」に出演。
- 福島中央テレビアナウンサー
  - 直川貴博 - 2021年8月「アナウンサーSP」に出演。
  - 小野紗由利 - 2022年7月「アナウンサーSP」に出演。
- 後藤晴菜 - 日本テレビアナウンサー。2019年7月「女子アナ大集合SP」に出演。
- 山梨放送アナウンサー
  - 小松千絵 - 2020年12月「女性アナウンサーSP」に出演。
  - 服部廉太郎 - 2024年12月「アナウンサーSP」に出演。
- テレビ新潟アナウンサー
  - 大平真理子 - 2016年年末特番（後述）のスタジオ企画に出演。
  - 桜井梨子 - 2018年5月「春のオドぜひ女子アナSP」に出演。
  - 日高優希 - 2020年12月「女性アナウンサーSP」に出演。
- テレビ信州アナウンサー
  - 内田有紗 - 2016年年末特番（後述）の中継企画に出演。翌年の長野ロケでも出演。
  - 松井美幸 - 2022年7月「アナウンサーSP」に出演。
- 静岡第一テレビアナウンサー
  - 澤井志帆 - 2021年8月「アナウンサーSP」に出演。
  - 秋元啓二 - 2023年11 - 12月「アナウンサーSP」に出演。
- 平百恵 - 北日本放送アナウンサー。2024年12月「アナウンサーSP」に出演。
- 森開こゆき - テレビ金沢契約アナウンサー。2020年12月「女性アナウンサーSP」に出演。2021年9月には「あのぜひらーは今」としてリモート出演、前回バトルを繰り広げた伊藤楓に「熱血指導」を行った。
- 福井放送アナウンサー
  - 工藤遥 - 2021年8月「アナウンサーSP」に出演。
  - 揚原妃織 - 2023年11 - 12月「アナウンサーSP」に出演。
- KBS京都アナウンサー
  - 海平和 - 2014年12月の京都特番に出演、アシスタントの座をかけ市野瀬と椅子取りゲームに臨んだ。同年の年末特番、2018年5月「春のオドぜひ女子アナSP」にも出演。
  - 山本愛子 - 2016年年末
- 日本海テレビアナウンサー
  - 定常菜都子 - 2019年4月の鳥取ロケに出演、7月「女子アナ大集合SP」では生まれてから「共生」しているというコアラのぬいぐるみ「キョンちゃん」を持参して出演。また、2020年7月には「キョンちゃん」の近況報告としてリモート出演した。
  - 大垣舞 - 2019年4月の鳥取ロケに出演。
  - 中尾真亜理 - 2019年4月の鳥取ロケに出演、2021年9月には「あのぜひらーは今」としてリモート出演、2022年5月16日にはスタジオにも出演。
- 広島テレビアナウンサー
  - 松岡絵梨子 - 2019年7月「女子アナ大集合SP」に出演。
  - 有田優理香 - 2020年12月「女性アナウンサーSP」に出演。
- 四国放送アナウンサー
  - 緒方ゆい - 2023年11 - 12月「アナウンサーSP」に出演。
  - 野口七海 - 2024年12月「アナウンサーSP」に出演。
- 中條加菜 - 西日本放送アナウンサー。2022年7月「アナウンサーSP」に出演。
- 竹内愛希 - 南海放送アナウンサー。2019年7月「女子アナ大集合SP」に出演、また2020年4月の「ローカル番組で天下とろうぜSP」では「和牛のA4ランクを召し上がれ!」担当の徳丸博智プロデューサーと共に出演。
- 冷川小粹 - 長崎国際テレビアナウンサー。2024年12月「アナウンサーSP」に出演。
- くまもと県民テレビアナウンサー
  - 山本紗英子 - 2016年年末特番（後述）のスタジオ企画に出演。
  - 井上千沙 - 2018年5月「春のオドぜひ女子アナSP」に出演、2021年9月には「あのぜひらーは今」としてリモート出演。
  - 宮澤奎太 - 2022年7月「アナウンサーSP」に出演、2023年11月には同局の先輩と共に再び出演。
  - 上山音 - 2023年11 - 12月「アナウンサーSP」に出演。
- 宮田玲奈 - 鹿児島読売テレビアナウンサー。2018年3月の鹿児島出張収録に出演。

## 特別番組

### 年末特番
2013年より年末の未明帯に特番を放送。なお、年末・年明のレギュラー放送で特番の事前告知や特番のメイキング・反省会シーンやスピンオフ企画が放映されることがある。
オードリー歳末感謝祭 初の2時間生放送SP
2013年12月30日（29日深夜）0:45 - 2:45に放送。番組初の生放送となる年末特番。YouTubeにて番組の生配信が行われた。

オードリー歳末感謝祭 開運!2時間生放送SP
2014年12月30日（29日深夜）の0:20 - 2:20に生放送。『ボイメン☆騎士』とのコラボレーションで「男祭り」を開催。春日とスギちゃんは開運を求めて雪山（岐阜県郡上市阿弥陀ヶ滝）から中継企画に出演。スタジオでは市野瀬が福満、海平、平山雅（中京テレビ）とアシスタントの座をかけ椅子取りゲームに臨んだ。前年と同じくYouTubeでの生配信が行われた。

前田健芸能生活20周年記念 輝け!2016年福男・福女決定戦 おもしろいですよぉ〜
2015年12月29日（28日深夜）の0:50 - 2:50に生放送。前々年・前年と同じくYouTubeでの生配信が行われた。前田健とスギちゃんが、春日やぜひらーとともに中継企画（愛知県内の某ビーチから中継）に出演した。副題「2016年福男・福女決定戦」が中継先（福男）とスタジオ（福女）で行われ、福男決定戦には春日、スギちゃん、ぜひらーである元芸人の男性、マッチョ軍団5名が、福女決定戦には雛乃、福満と顔芸を得意とする女性スタッフ、アルパカマニアの京都在住の女性、合コン大好きで番組に出演した姉妹、インド舞踊を交えた漫才で番組に出演した女性2名がそれぞれ参加した。

みんなでつくる生放送！オドぜひ年末歳末SP
2016年12月26日（27日深夜）に生放送。島崎俊郎が自身の十八番である「アダモちゃん」に扮し、スギちゃん、春日、内田有紗（テレビ信州アナウンサー）とともに中継企画（長野県戸隠から中継）に出演した。スタジオのアシスタント争奪企画はオドぜひネット局のパーソナリティー・アナウンサーから人選が行われ、門脇佳奈子（元NMB48・サンテレビ代表）、山本愛子（KBS京都代表）、大平真理子（テレビ新潟(TeNY)アナウンサー）、山本紗英子（熊本県民テレビアナウンサー）が市野瀬と対戦。市野瀬に勝利した門脇と大平は2017年4月よりアシスタント（不定期）として出演することになった。演者の動きを中京テレビインターネット動画配信サービス「Chuun（チューン）」を活用して決定する試みも実施された。

オードリーさん、ぜひ会いたいと言っている芸能人がいるんです！SP
2017年12月25日（26日深夜）に放送。この年は「番組制作予算削減」を理由 に事前収録されたものを放送。恒例のロケ中継企画・動画配信・アシスタント争奪企画は行われず、タレント（スギちゃん、森脇健児、矢口真里、カミナリ、尾形貴弘）がレギュラーとおなじスタイルでオードリー・市野瀬とかけあう方式で構成されていた。

歳末SP オードリーさん、NGが無いと言っている芸能人がいるんです！
2018年12月24日（25日深夜）に放送。2017年以前は平日深夜の特番枠として放送されていたが放送時間枠変更により、正規の放送開始時間より放送時間を延長した形式に変更。生放送に戻されたが、この年も恒例のロケ中継企画・動画配信・アシスタント争奪企画は行われず、ハマカーン、パンサー（菅良太郎、尾形貴弘）、マシンガンズ）がレギュラーとおなじスタイルでオードリー・磯貝とかけあう方式で構成されていた。なお、中京テレビ本社前にスギちゃんが待機し出番が終わった芸人を弄る中継は行われた。

春日さん、やっておいたほうがいい人が束になってやってきたんです。
2021年12月31日（30日深夜）に放送。同年5月の「オードリー春日VSティモンディ高岸」の対決企画で惨敗を喫した春日が、己のプライドを賭けて再戦。春日軍と高岸軍に分かれ、全4種目で対決企画を行った。司会進行は磯貝と、春日の研究も行っている京都大学理学研究科助教・寺川剛が担当した。この回以降の年末特番は生放送ではなく収録放送。
若林さんと春日さん、今年もトゥースなコンビ愛を見せつけてほしいんです。
2022年12月28日に放送。オードリーとティモンディが全面参加し、「コンビ愛」をテーマにした全4種目で対決企画を行った。対決の審判員として、スギちゃん・石黒雄三を含む3名のぜひらーも参加。司会進行は、この年よりアシスタントに就任した阿部と、前年に続き京都大学理学研究科助教・寺川剛が担当した。
オドぜひ年末SP 愛の最強タッグ決定戦
2023年12月27日に放送。TAIGA・モグライダー芝大輔（最強師弟タッグ）、松本明子・平井龍聖（最強親子タッグ）、春日・ティモンディ高岸（最強パワータッグ）の3チームによる、愛の最強タッグを決める全3種目の対決企画を行った。対決の審判員にはスギちゃん・Hi-Hi岩崎・石黒雄三と、対決種目を提案したぜひらーが参加。司会は若林とティモンディ前田が、アシスタントは阿部が担当した。
オードリーさん、俺たちは噛ませ犬じゃないんです！
2024年12月26日（25日深夜）に放送。同年に番組出演した橋本千紘・宮脇純太・斉藤ブラザーズ（斉藤ジュン・斉藤レイ）の「格闘家ぜひらー」チームと、石黒雄三・春日・大石駿介・阿部竜也の「名物ぜひらー」チームによる、全3種目の対決企画を行った。ジャッジは若林が、アシスタントは阿部が担当した。

### その他の特番
オードリースギちゃん夏休みだよ盆踊りSP
2013年8月11日（10日深夜）・18日（17日深夜）の0:50 - 1:53に放送。『スギちゃんのほどほどにしてね』との合同特番。愛知県内で最も人口の少ない自治体である豊根村の納涼祭りを盛り上げるため、春日が総合プロデューサーとなり、番組オリジナルの盆踊り「盆オードリー音頭」（振付はラッキィ池田）を作ってその普及に努めた。

祝・Hulu配信 オードリーさん、あのロケを完全版で放送したいんです!
2015年11月14日（13日深夜）の1:44 - 3:09に放送。同日よりHuluでの配信が始まったことを記念しての特番。同年9月に2週にわたって放送されたスギちゃんとのロケ企画回を未公開分を含めて放送した。

## ネット局

### NNS全加盟局での放送移行前
2019年3月まで
| 放送対象地域   | 放送局                    | 系列           | 放送日時                     | 開始日         | 終了日        | 字幕放送 | 解説放送 | 備考                |
| -------------- | ------------------------- | -------------- | ---------------------------- | -------------- | ------------- | -------- | -------- | ------------------- |
| 中京広域圏     | 中京テレビ（CTV）         | 日本テレビ系列 | 火曜 0:59 - 1:24（月曜深夜） | 2012年4月8日   | 2019年3月26日 | ○        | ○        | 制作局              |
| 京都府         | KBS京都（KBS）            | 独立局         | 木曜 22:30 - 22:55           | 2014年4月4日   | 2019年3月28日 | ○        | ○        | [ 注 18 ] [ 注 19 ] |
| 兵庫県         | サンテレビ（SUN）         | 独立局         | 木曜 22:30 - 22:55           | 2015年10月10日 | 2019年4月4日  | ×        | ○        | [ 注 20 ] [ 注 19 ] |
| 新潟県         | テレビ新潟（TeNY）        | 日本テレビ系列 | 土曜 1:59 - 2:26（金曜深夜） | 2016年4月2日   | 2019年4月6日  | ×        | ○        | [ 注 21 ]           |
| 長野県         | テレビ信州（TSB）         | 日本テレビ系列 | 木曜 1:29 - 1:59（水曜深夜） | 2016年7月7日   | 2019年4月9日  | ×        | ×        | [ 注 22 ]           |
| 熊本県         | くまもと県民テレビ（KKT） | 日本テレビ系列 | 木曜 0:59 - 1:24（水曜深夜） | 2016年12月23日 | 2019年4月11日 | ×        | ×        |                     |
| 青森県         | 青森放送（RAB）           | 日本テレビ系列 | 火曜 0:54 - 1:19（月曜深夜） | 2017年10月7日  | 2019年4月9日  | ×        | ×        | [ 注 23 ]           |
| 鳥取県・島根県 | 日本海テレビ（NKT）       | 日本テレビ系列 | 水曜 2:05 - 2:35（火曜深夜） | 2018年10月3日  | 2019年4月17日 | ×        | ×        | [ 注 24 ]           |
| 鹿児島県       | 鹿児島読売テレビ（KYT）   | 日本テレビ系列 | 水曜 0:59 - 1:29（火曜深夜） | 2018年10月10日 | 2019年4月17日 | ×        | ×        | [ 注 25 ]           |
| 宮城県         | ミヤギテレビ（MMT）       | 日本テレビ系列 | 火曜 1:34 - 1:59（月曜深夜） | 2018年10月23日 | 2019年4月9日  | ×        | ×        |                     |

不定期ネット局
- 北海道 札幌テレビ（日本テレビ系列）
- 岩手県 テレビ岩手（同上）
- 石川県 テレビ金沢（同上）
- 大分県 テレビ大分（日本テレビ系列・フジテレビ系列）

制作局での再放送
- 『月曜からオドぜひ』（2017年10月3日 - 2018年11月13日、火曜 0:59 - 1:26（月曜深夜））

### NNS全加盟局での放送移行後
2025年4月現在
| 放送対象地域   | 放送局                    | 系列                          | 放送日時                     | 放送開始日    | ネット状況 | 備考      |
| -------------- | ------------------------- | ----------------------------- | ---------------------------- | ------------- | ---------- | --------- |
| 中京広域圏     | 中京テレビ（CTV）         | 日本テレビ系列                | 火曜 0:59 - 1:29（月曜深夜） | 2019年4月2日  | 制作局     | 制作局    |
| 北海道         | 札幌テレビ（STV）         | 日本テレビ系列                | 火曜 0:59 - 1:29（月曜深夜） | 2019年5月7日  |            | [ 注 26 ] |
| 青森県         | 青森放送（RAB）           | 日本テレビ系列                | 木曜 0:54 - 1:24（水曜深夜） | 2019年4月16日 |            |           |
| 岩手県         | テレビ岩手（TVI）         | 日本テレビ系列                | 木曜 0:54 - 1:24（水曜深夜） | 2019年5月2日  |            |           |
| 宮城県         | ミヤギテレビ（MMT）       | 日本テレビ系列                | 水曜 1:34 - 2:04（火曜深夜） | 2019年4月24日 |            |           |
| 秋田県         | 秋田放送（ABS）           | 日本テレビ系列                | 木曜 0:54 - 1:24（水曜深夜） | 2019年4月11日 |            |           |
| 山形県         | 山形放送（YBC）           | 日本テレビ系列                | 水曜 0:59 - 1:29（火曜深夜） | 2019年4月17日 |            |           |
| 福島県         | 福島中央テレビ（FCT）     | 日本テレビ系列                | 水曜 1:04- 1:34（火曜深夜）  | 2019年4月17日 |            |           |
| 関東広域圏     | 日本テレビ（NTV）         | 日本テレビ系列                | 金曜 1:35 - 2:05（木曜深夜） | 2019年4月5日  |            |           |
| 山梨県         | 山梨放送（YBS）           | 日本テレビ系列                | 水曜 0:59 - 1:29（火曜深夜） | 2019年5月7日  |            |           |
| 新潟県         | テレビ新潟（TeNY）        | 日本テレビ系列                | 木曜 0:59 - 1:29（水曜深夜） | 2019年4月13日 | [ 注 27 ]  |           |
| 長野県         | テレビ信州（TSB）         | 日本テレビ系列                | 火曜 0:59 - 1:29（月曜深夜） | 2019年4月16日 |            |           |
| 静岡県         | 静岡第一テレビ（SDT）     | 日本テレビ系列                | 金曜 0:59 - 1:29（木曜深夜） | 2019年4月17日 | [ 注 28 ]  |           |
| 富山県         | 北日本放送（KNB）         | 日本テレビ系列                | 金曜 0:59 - 1:29（木曜深夜） | 2019年5月8日  |            |           |
| 石川県         | テレビ金沢（KTK）         | 日本テレビ系列                | 水曜 1:04 - 1:40（火曜深夜） | 2019年4月19日 |            |           |
| 福井県         | 福井放送（FBC）           | 日本テレビ系列                | 水曜 0:59 - 1:30（火曜深夜） | 2019年4月17日 |            |           |
| 近畿広域圏     | 読売テレビ（ytv）         | 日本テレビ系列                | 水曜 1:58 - 2:37（火曜深夜） | 2019年4月12日 |            |           |
| 鳥取県・島根県 | 日本海テレビ（NKT）       | 日本テレビ系列                | 火曜 1:00 - 1:30（月曜深夜） | 2019年4月23日 | [ 注 30 ]  |           |
| 広島県         | 広島テレビ（HTV）         | 日本テレビ系列                | 火曜 0:59 - 1:29（月曜深夜） | 2019年5月1日  | [ 注 31 ]  |           |
| 山口県         | 山口放送（KRY）           | 日本テレビ系列                | 金曜 0:54 - 1:24（木曜深夜） | 2019年4月24日 |            |           |
| 徳島県         | 四国放送（JRT）           | 日本テレビ系列                | 金曜 0:59 - 1:29 (木曜深夜)  | 2019年4月25日 |            |           |
| 香川県・岡山県 | 西日本放送（RNC）         | 日本テレビ系列                | 木曜 0:54 - 1:24（水曜深夜） | 2019年4月18日 |            |           |
| 愛媛県         | 南海放送（RNB）           | 日本テレビ系列                | 木曜 0:59 - 1:29（水曜深夜） | 2019年4月18日 |            |           |
| 高知県         | 高知放送（RKC）           | 日本テレビ系列                | 水曜 0:59 - 1:29（火曜深夜） | 2019年4月17日 |            |           |
| 福岡県         | 福岡放送（FBS）           | 日本テレビ系列                | 火曜 1:04 - 1:34（月曜深夜） | 2019年4月16日 |            |           |
| 長崎県         | 長崎国際テレビ（NIB）     | 日本テレビ系列                | 木曜 0:59 - 1:29（水曜深夜） | 2019年4月14日 |            |           |
| 熊本県         | くまもと県民テレビ（KKT） | 日本テレビ系列                | 水曜 1:34 - 2:04（火曜深夜） | 2019年4月16日 | [ 注 32 ]  |           |
| 大分県         | テレビ大分（TOS）         | 日本テレビ系列 フジテレビ系列 | 水曜 9:50 - 10:20（水曜朝）  | 2019年4月19日 |            |           |
| 鹿児島県       | 鹿児島読売テレビ（KYT）   | 日本テレビ系列                | 水曜 0:59 - 1:29（火曜深夜） | 2019年4月23日 |            |           |

- ネット局の大半は同局制作で放送されていた『この人に逢わせて喜ばせたい!逢喜利』の放送枠に当番組を充てている。制作局による放送時間変更は放送日程の備考欄を参照。ただし、系列キー局日本テレビの放送休止、特別編成等については注釈で記述。

### 2022年歳末SP『若林さんと春日さん、今年もトゥースなコンビ愛を見せつけてほしいんです。』
| 放送対象地域   | 放送局                    | 系列           | 放送日時                               | ネット状況       |
| -------------- | ------------------------- | -------------- | -------------------------------------- | ---------------- |
| 中京広域圏     | 中京テレビ（CTV）         | 日本テレビ系列 | 2022年12月28日 23:59 - 翌0:59          | 制作局           |
| 北海道         | 札幌テレビ（STV）         | 日本テレビ系列 | 2022年12月28日 23:59 - 翌0:59          | 同時ネット       |
| 青森県         | 青森放送（RAB）           | 日本テレビ系列 | 2022年12月28日 23:59 - 翌0:59          | 同時ネット       |
| 岩手県         | テレビ岩手（TVI）         | 日本テレビ系列 | 2022年12月28日 23:59 - 翌0:59          | 同時ネット       |
| 宮城県         | ミヤギテレビ（MMT）       | 日本テレビ系列 | 2022年12月28日 23:59 - 翌0:59          | 同時ネット       |
| 秋田県         | 秋田放送（ABS）           | 日本テレビ系列 | 2022年12月28日 23:59 - 翌0:59          | 同時ネット       |
| 福島県         | 福島中央テレビ（FCT）     | 日本テレビ系列 | 2022年12月28日 23:59 - 翌0:59          | 同時ネット       |
| 長野県         | テレビ信州（TSB）         | 日本テレビ系列 | 2022年12月28日 23:59 - 翌0:59          | 同時ネット       |
| 石川県         | テレビ金沢（KTK）         | 日本テレビ系列 | 2022年12月28日 23:59 - 翌0:59          | 同時ネット       |
| 広島県         | 広島テレビ（HTV）         | 日本テレビ系列 | 2022年12月28日 23:59 - 翌0:59          | 同時ネット       |
| 香川県・岡山県 | 西日本放送（RNC）         | 日本テレビ系列 | 2022年12月28日 23:59 - 翌0:59          | 同時ネット       |
| 愛媛県         | 南海放送（RNB）           | 日本テレビ系列 | 2022年12月28日 23:59 - 翌0:59          | 同時ネット       |
| 高知県         | 高知放送（RKC）           | 日本テレビ系列 | 2022年12月28日 23:59 - 翌0:59          | 同時ネット       |
| 熊本県         | くまもと県民テレビ（KKT） | 日本テレビ系列 | 2022年12月28日 23:59 - 翌0:59          | 同時ネット       |
| 鹿児島県       | 鹿児島読売テレビ（KYT）   | 日本テレビ系列 | 2022年12月28日 23:59 - 翌0:59          | 同時ネット       |
| 福岡県         | 福岡放送（FBS）           | 日本テレビ系列 | 2022年12月29日（28日深夜） 1:29 - 2:29 | 90分遅れ         |
| 関東広域圏     | 日本テレビ（NTV）         | 日本テレビ系列 | 2022年12月29日（28日深夜） 1:59 - 2:59 | 2時間遅れ        |
| 鳥取県・島根県 | 日本海テレビ（NKT）       | 日本テレビ系列 | 2022年12月30日（29日深夜） 1:00 - 2:00 | 1日1時間1分遅れ  |
| 富山県         | 北日本放送（KNB）         | 日本テレビ系列 | 2022年12月31日 9:25 - 10:25            | 2日9時間26分遅れ |

### 2023年年末SP『オドぜひ年末SP 愛の最強タッグ決定戦』
| 放送対象地域   | 放送局                  | 系列                          | 放送日時                               | ネット状況        |
| -------------- | ----------------------- | ----------------------------- | -------------------------------------- | ----------------- |
| 中京広域圏     | 中京テレビ（CTV）       | 日本テレビ系列                | 2023年12月27日 23:59 - 翌0:59          | 制作局            |
| 秋田県         | 秋田放送（ABS）         | 日本テレビ系列                | 2023年12月27日 23:59 - 翌0:59          | 同時ネット        |
| 愛媛県         | 南海放送（RNB）         | 日本テレビ系列                | 2023年12月27日 23:59 - 翌0:59          | 同時ネット        |
| 高知県         | 高知放送（RKC）         | 日本テレビ系列                | 2023年12月27日 23:59 - 翌0:59          | 同時ネット        |
| 福岡県         | 福岡放送（FBS）         | 日本テレビ系列                | 2023年12月27日 23:59 - 翌0:59          | 同時ネット        |
| 岩手県         | テレビ岩手（TVI）       | 日本テレビ系列                | 2023年12月28日（27日深夜） 0:54 - 1:54 | 55分遅れ          |
| 香川県・岡山県 | 西日本放送（RNC）       | 日本テレビ系列                | 2023年12月28日（27日深夜） 0:54 - 1:54 | 55分遅れ          |
| 新潟県         | テレビ新潟（TeNY）      | 日本テレビ系列                | 2023年12月28日（27日深夜） 0:59 - 1:59 | 1時間遅れ         |
| 鳥取県・島根県 | 日本海テレビ（NKT）     | 日本テレビ系列                | 2023年12月28日（27日深夜） 1:00 - 2:00 | 1時間1分遅れ      |
| 関東広域圏     | 日本テレビ（NTV）       | 日本テレビ系列                | 2023年12月28日（27日深夜） 1:54 - 2:54 | 1時間55分遅れ     |
| 鹿児島県       | 鹿児島読売テレビ（KYT） | 日本テレビ系列                | 2023年12月29日（28日深夜）1:29 - 2:29  | 1日1時間半遅れ    |
| 長野県         | テレビ信州（TSB）       | 日本テレビ系列                | 2023年12月29日 9:30 - 10:30            | 1日9時間31分遅れ  |
| 北海道         | 札幌テレビ（STV）       | 日本テレビ系列                | 2023年12月29日 23:29 - 0:29            | 1日23時間半遅れ   |
| 青森県         | 青森放送（RAB）         | 日本テレビ系列                | 2023年12月29日 23:29 - 0:29            | 1日23時間半遅れ   |
| 福島県         | 福島中央テレビ（FCT）   | 日本テレビ系列                | 2023年12月29日 23:29 - 0:29            | 1日23時間半遅れ   |
| 福井県         | 福井放送（FBC）         | 日本テレビ系列                | 2023年12月30日 10:30 - 11:30           | 2日10時間31分遅れ |
| 大分県         | テレビ大分（TOS）       | 日本テレビ系列 フジテレビ系列 | 2023年12月30日 17:00 - 18:00           | 2日17時間1分遅れ  |
| 沖縄県         | 琉球放送（RBC）         | TBSテレビ系列                 | 2023年12月31日 6:20 - 7:20             | 3日6時間21分遅れ  |
| 富山県         | 北日本放送（KNB）       | 日本テレビ系列                | 2023年12月31日 14:00 - 15:00           | 3日14時間1分遅れ  |
| 近畿広域圏     | 読売テレビ（ytv）       | 日本テレビ系列                | 2024年1月3日（2日深夜） 2:07 - 3:10    | 6日2時間8分遅れ   |

### 2024年年末SP『オードリーさん、俺たちは噛ませ犬じゃないんです！』
| 放送対象地域   | 放送局                  | 系列                          | 放送日時                               | ネット状況           |
| -------------- | ----------------------- | ----------------------------- | -------------------------------------- | -------------------- |
| 中京広域圏     | 中京テレビ（CTV）       | 日本テレビ系列                | 2024年12月26日（25日深夜） 1:29 - 2:29 | 制作局               |
| 関東広域圏     | 日本テレビ（NTV）       | 日本テレビ系列                | 2024年12月26日（25日深夜） 1:29 - 2:29 | 同時ネット           |
| 高知県         | 高知放送（RKC）         | 日本テレビ系列                | 2024年12月26日（25日深夜） 1:29 - 2:29 | 同時ネット           |
| 福岡県         | 福岡放送（FBS）         | 日本テレビ系列                | 2024年12月26日（25日深夜） 1:29 - 2:29 | 同時ネット           |
| 秋田県         | 秋田放送（ABS）         | 日本テレビ系列                | 2024年12月27日（26日深夜） 0:30 - 1:30 | 23時間1分遅れ        |
| 愛媛県         | 南海放送（RNB）         | 日本テレビ系列                | 2024年12月27日（26日深夜） 0:59 - 1:59 | 23時間30分遅れ       |
| 鹿児島県       | 鹿児島読売テレビ（KYT） | 日本テレビ系列                | 2024年12月27日（26日深夜） 0:59 - 1:59 | 23時間30分遅れ       |
| 宮城県         | ミヤギテレビ（MMT）     | 日本テレビ系列                | 2024年12月28日 16:00 - 17:00           | 2日14時間31分遅れ    |
| 長野県         | テレビ信州（TSB）       | 日本テレビ系列                | 2024年12月29日 13:30 - 14:30           | 3日時間12時間1分遅れ |
| 北海道         | 札幌テレビ（STV）       | 日本テレビ系列                | 2024年12月30日（29日深夜） 0:25 - 1:25 | 3日22時間56分遅れ    |
| 青森県         | 青森放送（RAB）         | 日本テレビ系列                | 2024年12月30日（29日深夜） 0:25 - 1:25 | 3日22時間56分遅れ    |
| 福島県         | 福島中央テレビ（FCT）   | 日本テレビ系列                | 2024年12月30日（29日深夜） 0:25 - 1:25 | 3日22時間56分遅れ    |
| 福井県         | 福井放送（FBC）         | 日本テレビ系列                | 2024年12月30日（29日深夜） 0:25 - 1:25 | 3日22時間56分遅れ    |
| 近畿広域圏     | 読売テレビ（ytv）       | 日本テレビ系列                | 2024年12月30日（29日深夜） 0:25 - 1:25 | 3日22時間56分遅れ    |
| 大分県         | テレビ大分（TOS）       | 日本テレビ系列 フジテレビ系列 | 2024年12月30日 17:00 - 18:00           | 4日15時間31分遅れ    |
| 鳥取県・島根県 | 日本海テレビ（NKT）     | 日本テレビ系列                | 2024年12月31日（30日深夜）1:00 - 2:00  | 4日22時間31分遅れ    |
| 長崎県         | 長崎国際テレビ（NIB）   | 日本テレビ系列                | 2025年1月7日（6日深夜）0:59 - 1:59     | 11日23時間30分遅れ   |
| 広島県         | 広島テレビ（HTV）       | 日本テレビ系列                | 2025年1月14日（13日深夜） 0:59 - 1:59  | 18日23時間30分遅れ   |

## インターネット配信
- Hulu

2012年4月放送の第1回から視聴が可能。2024年2月19日放送回より、中京テレビでの放送終了後からの本編の配信を開始。基本はオンエア版と同様の映像だが、権利関係に抵触する投稿・一部企画・特番は未配信となる。
- TVer・日テレ無料TADA

中京テレビでの放送終了後から、約1か月遅れで本編を配信。基本はオンエア版と同様の映像だが、権利関係に抵触する投稿・一部企画・特番は未配信となる。配信期間は配信日から1週間。
- YouTube

番組の公式チャンネル上で各回をダイジェスト配信。オープニングトークやクチコミの読み上げ、視聴者の登場・退場シーン（および前後トーク）などは省かれる。その他、過去にアップされた「オドぜひエージェンシー」関連の動画も公開されている。ロケ企画・総集編などはHuluと同じく未配信。
かつては中京テレビでの放送直後（日曜日未明）に本編がアップロードされていたが、2016年10月29日放送回を最後に更新が一時停止、一部を除く動画が非公開とされた。2019年10月にアップロードを再開し、過去の企画に加えて公開されていなかった2016年9月以降のエピソード（それぞれ一部のみ）をアップロードしている。チャンネル登録者数は2022年6月時点で50万人を突破している。
年末特番は地上波と同時放送されるが、放送終了後の見逃し配信には非対応。
- Locipo（ロキポ）

在名5局（中京テレビ、東海テレビ放送、CBCテレビ、テレビ愛知、メ～テレ）が共同運営を行う番組配信アプリ（Android/iOS双方へ対応。PCブラウザでも閲覧可能）。番組本編は中京テレビでの放送直後にダイジェスト仕様（YouTube版と同様）で公開され、バックナンバーの公開範囲は過去1年分となる。
- U-NEXT

全国放送になった2019年4月以降の回が視聴可能（権利関係により、一部未配信の回がある）。
- DMM TV

全国放送になった2019年4月以降の回が視聴可能なほか、2024年9月7日よりDMM TVのみの配信限定スピンオフ番組「オドぜひハードコア 男子校の呪縛」を開始した。このスピンオフ番組では、蒼井そらが特別アシスタントを担当。2023年・2024年に放送された年末SPの、未放送部分を含めた完全版も配信している。
- Netflix

2023年9月15日より、傑作選の配信を開始した。

### 過去
- Chuun（チューン）

中京テレビが提供していた動画配信アプリ。2020年3月27日に前述のLocipoへサービスが引き継がれたことに伴い、運営自体を終了。
YouTube同様に年末特番の生配信も行われた（見逃し配信は非対応）ほか、過去には限定動画として、“番組スタッフと（本編で採用されなかった）素人のオーディション風景”を収めた「オードリーさん、どうして会ってくれないんですか?」、市野瀬が自らの歌のレパートリーを披露する「オードリーさん!私、市野瀬瞳どうしても歌いたいんです!」が不定期公開されていた。
- ニコニコ動画

公式チャンネル「中京テレビチャンネル」上でYouTubeと同じくダイジェスト版が公開されていたが、2015年3月15日放送回を最後にアップロードを終了。現在は全て消去された。
- GYAO!

最新回は中京テレビの放送終了後から、Locipoと同じダイジェスト仕様で配信。バックナンバーの公開範囲は過去1年分。2023年3月31日をもってGYAO!がサービス終了したことに伴い、公開を終了。

## スタッフ
※=2019年4月以降に加入したまたは肩書きが変わった者。
- ナレーション：望月杏夏（中京テレビアナウンサー）
- ブレーン（※）：中野俊成（以前は企画→構成）
- 構成：塩野智章、山口トンボ（過去「ヤゴ山口」名義の時期があった）
- TD・SW：深澤慎平（以前はSWのみ）【週替り】
- TD・VE：中瀬亮【週替り】
- CAM：大橋祐一郎
- AUD：杉崎成美、日比野正吾、古谷侑香（日比野・古谷→※）【週替り】
- 照明：馬場博、齋藤久美子、禾本豊（スター）【週替り】
- 電飾：河村勝季（新光企画）
- 美術：らおう、杉山美緒（第一舞台）
- 編集：山本勝、関原忍、太田翔也【週替り】
- MA：浅井豊、木原英里、日比野正吾（日比野→※）【週替り】古谷侑香
- 音効：伊藤友介（ミックスアップ）
- CG：石山智一
- デザイン・テロップ：西脇英子（以前はタイトル→デザインのみ）
- テロップ（※）：伊藤美穂（※）、松本有希（※）【週替り】
- スタイリスト：福田幸生、古賀千由希
- メイク（※）：新山遥（※）
- 美術協力（※）：Creative CO-OP HOME（※）
- 制作協力：CTV MID ENJIN
- AP：丹羽由貴奈（一時離脱）
- デスク：大浦淑美（※）
- AD：矢島愛華（※）
- ディレクター：和田雅史、鈴木佑都、江田睦（全員→※）
- アソシエイトプロデューサー：風間一徳（以前はプロデューサー）
- プロデューサー：倉田雄一郎（以前は、ディレクター→演出→総合演出→一時離脱）、星倫弘（※）
- チーフプロデューサー：後藤和史（※）
- プロデューサー・演出（※）：富田恭彦（以前はプロデューサー）
- 製作著作：中京テレビ

### 過去のスタッフ
- ナレーション：藤井利彦
- 構成：安保正、中内こもる
- TD・VE：浅井信雄
- SW：伊藤晃、竹本浩(裕)彰（竹本→以前は、CAM）
- CAM：伊藤孝政、米（ヨネ）
- AUD：深谷貴司（以前はMA兼務）
- 美術：福田悦也
- MA：岩尾健
- テロップ：小野有紀
- デスク：中園明恵
- AD：芦田俊哉、辻本優里（辻本→※）
- AP：祖父江安希巳、村田裕子（村田→※、以前はデスク）
- ディレクター：岡田英二、白附優、脇田成哉、植田達朗、岡野茉里奈、阿部由香里、堀雄太、細井貴恵（細井→以前はAD）、田山夏輝、渥美貴太【毎週】、石川直樹、安藤拓也【不定期】（田山以降→※）
- プロデューサー：簑羽慶、宗宮功卓、武藤利宜、山田英樹（山田→※、以前はディレクター→総合演出）、夫馬竜彦、清水信吾、樽谷浩司、守屋泰斗、堀雄太（夫馬・清水・樽谷・堀→※、堀→以前はディレクター）
- チーフプロデューサー：村井清隆、池田京平（池田→以前はプロデューサー）

## ミニ番組
中京テレビでは土曜未明（金曜深夜）に、市野瀬瞳が本番組を宣伝する（という建前の）ミニ番組を放送していた。
- 『市野瀬さん、明日のオドぜひのこと教えて欲しいんです!』：2015年10月10日（9日深夜）より[22] 半年間の放送。
- 『まんなかチュウキョ〜、明日のオドぜひのこと教えて欲しいんです!』：上記の改題番組。

## パロディ
- 日向坂で会いましょう(テレビ東京) - (第52回-第54回) - オードリーがMCを務める日向坂46の冠番組。この番組は当番組のパロディタイトルが多く放送されている。1回目は「オードリーさん、ぜひ見てほしい企画があるんです。」というタイトルで、日向坂46のメンバーが各々で考えた企画案を自身で発表する企画を展開。2回目は「オードリーさん、ぜひ紹介したい人がいるんです！」というタイトルで日向坂46のメンバーが新加入した四期生を紹介する企画を放送。3回目は2024年2月18日放送の「みんなで0から1にしろ！第5回企画プレゼン大会！」の中で松田好花がオードリーが四期生と距離を縮める企画として「オードリーさん、ぜひ話してほしい四期生がいるんです！」を提案。アシスタントに松田を置き番組をそのままパロディした企画が放送された。